# めでたく候
『めでたく候』（めでたくそうろう）は、藤村真理による日本の漫画作品。監修は「めでたく候」監修委員会。『デジタルマーガレット』（集英社）にて2019年9月20日から連載されている。2022年2月18日更新以降、休載が続いている。単行本既刊3巻。

## あらすじ
5代将軍・徳川綱吉の生母である桂昌院の人生を描いたシンデレラストーリー。

## 書誌情報
- 藤村真理 『めでたく候』 集英社 〈マーガレットコミックス〉、既刊3巻（2021年8月25日現在）
  1. 2020年3月25日発売[4][5]、『デジタルマーガレット』2019年9月配信分[1] - 2020年2月配信分、『ザ マーガレット』2019年12月号[6]、ISBN 978-4-08-844323-2
    - 『めでたく候』プチ取材メモ めで旅（描きおろし）

  2. 2020年11月25日発売[7]、『デジタルマーガレット』2020年4月配信分 - 10月配信分、ISBN 978-4-08-844415-4
    - おまけまんが①桂昌院の人物像（描きおろし）
    - おまけまんが②過渡期の時代（描きおろし）

  3. 2021年8月25日発売[8]、『デジタルマーガレット』2020年11月配信分 - 2021年7月配信分、ISBN 978-4-08-844554-0
    - おまけまんが①（描きおろし）
    - おまけまんが②（描きおろし）